# شکوه‌آباد، فیروزآباد
شیکوه آباد (به انگلیسی: Shikohabad) یک زیستگاه انسانی در هند است که در اوتار پرادش واقع شده‌است.

## خصوصیات
شیکوه آباد ۴۰٬۵٬۴۷۲ نفر جمعیت دارد و ۱۶۳ متر بالاتر از سطح دریا واقع شده‌است.